# 1G
1G (o 1-G) és l'abreviació per a la telefonia mòbil de primera generació. Aquests telèfons amb tecnologia analògica van ser llançats en la dècada de 1980. Aquests van continuar després del llançament comercial dels telèfons mòbils de segona generació. La major diferència entre el 1G i el 2G és que el 1G és analògic i el 2G és digital; encara que els dos sistemes usen sistemes digitals per connectar les bases de ràdio a la resta del sistema telefònic, la trucada és xifrada quan s'usa 2G.
Un dels estàndards de 1G és el NMT (de l'anglès Nordic Mobile Telephone), usat inicialment als països nòrdics, i després també a Holanda, Europa de l'Est i Rússia, entre d'altres. Uns altres inclouen el AMPS usat en els Estats Units, TACS (de l'anglès Total Access Communications System) en el Regne Unit, C-450 a Alemanya Oriental, Portugal i el Sud d'Àfrica, TMA a Espanya, Radiocom 2000 a França i RTMI a Itàlia. Al Japó es van implementar múltiples sistemes; tres estàndards, TZ-801, TZ-802, TZ-803, desenvolupats per NTT, amb un sistema de competència operat per DDI usant l'estàndard JTACS.
Anteriorment a aquestes tecnologies es va utilitzar el grup de tecnologies 0G als Estats Units, Canadà, Finlàndia, Suècia, Dinamarca, Espanya, Filipines, Jamaica, Cuba, Xile, etc.